# Oppia cephalota
Oppia cephalota är en kvalsterart som först beskrevs av Hall 1911.  Oppia cephalota ingår i släktet Oppia och familjen Oppiidae. Inga underarter finns listade i Catalogue of Life.